# Pázmány Péter összes munkái
A Pázmány Péter összes munkái című, egyházi irodalommal kapcsolatos könyvsorozatot a budapesti Királyi Magyar Tudományegyetem  adta ki 1894–1911-ben igényes nyomdai kivitelben. A sorozat Pázmány Péter neves XVII. századi egyházi író, esztergomi érsek magyar, illetve latin nyelven írott műveit jelentette meg új kiadásban. A sorozat a következő nagy alakú, darabonként több száz oldalas köteteket tartalmazta:
- 1. Pázmány Péter összes munkái I., 1894
- 2. Pázmány Péter összes munkái II., 1895
- 3. Pázmány Péter összes munkái III., 1897
- 4. Pázmány Péter összes munkái IV., 1898
- 5. Pázmány Péter összes munkái V., 1901
- 6. Pázmány Péter összes munkái VI., 1903
- 7. Pázmány Péter összes munkái VII., 1905
- 8. Pázmány Péter összegyűjtött levelei I., 1910
- 9. Pázmány Péter összegyűjtött levelei II., 1911
- 10. Petri Pazmany Opera Omnia Tomus I, 1894
- 11. Petri Pazmany Opera Omnia Tomus II, 1895
- 12. Petri Pazmany Opera Omnia Tomus III, 1897
- 13. Petri Pazmany Opera Omnia Tomus IV, 1899
- 14. Petri Pazmany Opera Omnia Tomus V, 1901
- 15. Petri Pazmany Opera Omnia Tomus VI, 1904

Későbbi, kiegészítő kötet:
- Okok, nem okok, 1937

A műnek reprint kiadása nincs.
A két (magyar és latin) sorozat egészének műszintű és részletes áttekintése, címlapokkal: 
- Pázmány Péter Összes Művei // A Pázmány Péter Elektronikus Könyvtár szerkesztői segédanyaga